# Lorance Township (Missouri)
Lorance Township est un township du comté de Bollinger dans le Missouri, aux États-Unis,. En 2010, sa population s'élève à 4 366 habitants. Fondé en 1827, il est baptisé en référence à John Lorance, un pionnier.

## Source de la traduction
- (en) Cet article est partiellement ou en totalité issu de l’article de Wikipédia en anglais intitulé « Lorance Township, Bollinger County, Missouri » (voir la liste des auteurs).